# I'm in Love (singolo Sanna Nielsen)
I'm in Love è un singolo della cantante svedese Sanna Nielsen, pubblicato nel 2011 ed estratto dall'album omonimo.
Il brano è stato scritto da Peter Boström, Thomas G:son, Bobby Ljunggren, Irini Michas.

## Tracce
- Download digitale

1. I'm in Love – 2:59